# Sceloporus cautus
Sceloporus cautus är en ödleart som beskrevs av  Smith 1938. Sceloporus cautus ingår i släktet Sceloporus och familjen Phrynosomatidae. IUCN kategoriserar arten globalt som livskraftig. Inga underarter finns listade i Catalogue of Life.